# Le Temple du mal élémentaire
Le Temple du mal élémentaire (en anglais : The Temple of Elemental Evil) est un jeu vidéo de rôle développé par Troika Games. Ce jeu est directement tiré de la campagne homonyme, publiée en 1985 et créée par Gary Gygax. Il utilise les règles Donjons et Dragons édition 3.5 et est édité par Atari Inc.. Il est sorti le 21 novembre 2003 en France et est le premier jeu vidéo à utiliser l'univers de la campagne Greyhawk. C'est le seul titre à exploiter cet univers, même si beaucoup d'éléments de Greyhawk ressortent dans Dungeons and Dragons: Heroes et Dungeons and Dragons Tactics.
Le jeu dispose encore d'une communauté de fans très active qui publie des améliorations et des correctifs.

## Système de jeu
Le Temple du mal élémentaire est le premier jeu vidéo à respecter à la lettre les règles de l'édition 3.5 du jeu de rôle papier. Les combats sont au tour par tour et autorisent toutes les options prévues dans le Manuel du joueur : la prise en tenaille, la charge, la feinte, la course, les pas de placement, les acrobaties, les attaques sournoises, l'incantation sur la défensive, les attaques d'opportunités, les crocs-en-jambe, les attaques en puissance, et les coups de grâce. Chaque point de détail est fidèlement adapté de telle sorte qu'une créature peut être prise au dépourvu, malade, inconsciente, endormie, fatiguée, empoisonnée, paralysée ou enchevêtrée.
L'interface repose sur un menu radial surchargé et complexe, qui rend le jeu peu abordable pour quelqu'un n'ayant jamais joué à Donjons et Dragons. Le manuel livré avec Le Temple du mal élémentaire contient d'ailleurs plus de cent pages de règles.

## Accueil
| Publication | Note       | Commentaire                                           |
| ----------- | ---------- | ----------------------------------------------------- |
| IGN         | 7,5 sur 10 | Empli de démons, d'élémentaires et de bugs.           |
| GameSpot    | 7,9 sur 10 | Une expérience Donjons et dragons authentique.        |
| PC Gamer    | 79 %       | Un jeu fait par des fans de D&D pour des fans de D&D. |
| Metacritic  | 71 %       | Fondé sur 24 critiques.                               |

Le jeu a reçu quelques critiques pour les lacunes de son scénario, la majorité de l'action se résumant à l'exploration d'un donjon colossal, le fameux temple du titre, mais aussi pour les bogues fréquents. Il a cependant reçu un accueil favorable dans la presse spécialisée. PC Gamer donne au jeu un 79 % en argumentant que « c'est un jeu fait par des fans de D&D pour des fans de D&D, et il donne à tous les fans de jeux de rôle l'occasion de vivre une des aventures classiques du genre ». GameSpot fait écho à cette critique, donnant 7,9 sur 10 au jeu et le qualifiant d'« une des expériences Donjons et dragons sur PC les plus authentiques de ces dernières années ». Sur GameSpy, le jeu décroche quatre étoiles sur cinq mais se fait critiquer pour son absence d'option multijoueur,.